# Scoliophthalmus femoratus
Scoliophthalmus femoratus är en tvåvingeart som först beskrevs av Becker 1916.  Scoliophthalmus femoratus ingår i släktet Scoliophthalmus och familjen fritflugor. Inga underarter finns listade i Catalogue of Life.